# Romarin Billong
Romarin Billong (ur. 11 czerwca 1970 w Moundou) – kameruński piłkarz występujący na pozycji obrońcy.

## Kariera klubowa
Billong seniorską karierę rozpoczynał w 1989 roku we francuskim zespole Olympique Lyon z Division 1. Przez 6 lat rozegrał tam 108 spotkań i zdobył 5 bramek. W 1995 roku odszedł do AS Saint-Étienne, także grającego w Division 1. W 1996 roku spadł z zespołem do Division 2. W 1999 roku wrócił z nim jednak do Division 1. W Saint-Étienne spędził jeszcze rok.
W 2000 roku Billong przeszedł do drugoligowego AS Nancy. W ciągu 2 lat zagrał tam w 47 meczach i strzelił 3 gole. W 2002 roku odszedł do US Chantilly, grającego w piątej lidze. W 2003 roku zakończył karierę.

## Kariera reprezentacyjna
W reprezentacji Kamerunu Billong zadebiutował w 1997 roku. W 1998 roku został powołany do kadry na Puchar Narodów Afryki. Zagrał na nim w meczach z Burkina Faso (1:0) oraz Demokratyczną Republiką Konga (0:1). Tamten turniej Kamerun zakończył na ćwierćfinale.
W latach 1997–1998 w drużynie narodowej Billong rozegrał łącznie 10 spotkań.